# 이바일로 마리노프
이바일로 마리노프 흐리스토프(불가리아어: Ивайло Маринов Христов, 1960년 7월 13일~) 또는 이스마일 무스타포프 후세이노프(불가리아어: Исмаил Мустафов Хусеинов)는 불가리아의 전직 권투 선수이다. 불가리아 국가대표 선수로 활동하여 1980년 하계 올림픽에서 남자 플라이급 동메달, 1988년 하계 올림픽 남자 플라이급 금메달을 획득했다. 또한 세계 선수권 대회에서 금메달 1개, 유럽 선수권 대회에서 금메달 4개, 은메달 1개를 획득했다.